# Tryszczyn
Tryszczyn – (niem. Trischin, 1942-1945 Trischen) wieś w Polsce położona w województwie kujawsko-pomorskim, w powiecie bydgoskim, w gminie Koronowo, na północ od zachodnich dzielnic Bydgoszczy, na trasie drogi krajowej nr 25. 
W 2018 w miejscowości przystąpiono do budowy blisko 228-metrowego mostu na Brdzie w ciągu budowanej drogi ekspresowej S5. Nowa przeprawa będzie miała ponad 35 m szerokości. Najpierw powstały jej przyczółki, następnie powstały elementy nawisowe jezdni (najpierw północnej), które spotkały się wiosną 2019.

## Podział administracyjny
W latach 1975–1998 miejscowość administracyjnie należała do województwa bydgoskiego.

## Demografia
Według Narodowego Spisu Powszechnego 2021 miejscowość liczyła 1391 mieszkańców. Jest najludniejszą miejscowością gminy Koronowo poza samym miastem Koronowo.

## Elektrownie wodne
W części wsi o nieoficjalnej nazwie Tryszczyn-Elektrownia (53°13′36″N 17°56′44″E) znajduje się zbiornik wyrównawczy jez. Tryszczyn na Brdzie o powierzchni 90 ha i elektrownia przepływowa o mocy 3,3 MW.

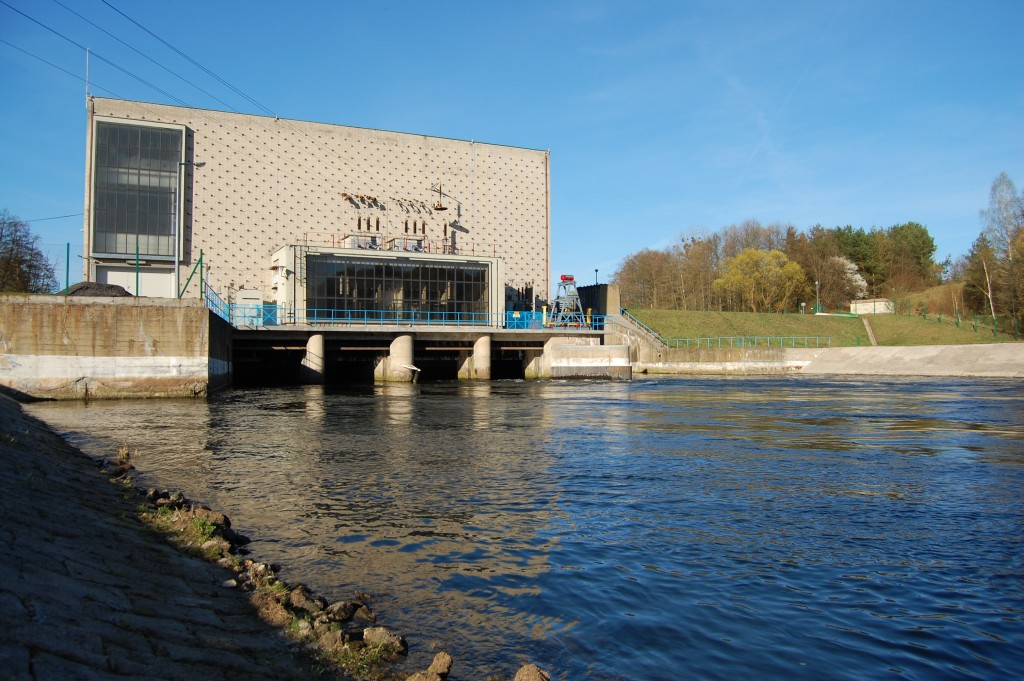
Elektrownia w Tryszczynie

## II wojna światowa
Miejsce pamięci narodowej związane z rozstrzelaniem w pierwszych dwóch miesiącach II wojny światowej Polaków (głównie mieszkańców Bydgoszczy) w rowach strzeleckich nad Brdą.
Podczas ekshumacji wydobyto 683 zwłoki. Wśród ofiar były dzieci.

## Klasztory
W Tryszczynie od 1973 r. mieści się klasztor karmelitanek bosych.

## Lasy państwowe
Istnieje tu Leśnictwo Tryszczyn podległe bezpośrednio Nadleśnictwu Żołędowo.

## Turystyka i rekreacja
Przez Tryszczyn przebiegają dwa szlaki turystyczne:
- Szlak czarny im. dra Stanisława Meysnera: Bydgoszcz (Leśny Park Kultury i Wypoczynku) – Piaski – kładka na Brdzie – sanatorium w Smukale – Tryszczyn (16 km).
- Szlak czerwony Klubu Turystów Pieszych „Talk”: Bydgoszcz Fordon – Osielsko – Bydgoszcz Opławiec – Gościeradz (32 km).

W miejscowości znajdują się liczne ogródki działkowe i letniskowe.
W okresie PRL, w r. 1958 przy ulicy Bocznej 5 powstał podziemny schron przeznaczony dla wojewody bydgoskiego, umieszczony 5 m pod ziemią. Posiadał on powierzchnię 500 m kw. i liczył 47 pomieszczeń (dyspozytornia, akumulatorownia, sala szyfrów i dalekopisów, kuchnia, sala konferencyjna, kancelaria, dwie sypialnie dla 30 osób, pokój lekarski i izolatka, sala filtrów i maszynownia). 123 butle tlenowe o pojemności 150 litrów każda pozwalały na przeżycie lokatorom schronu przez 12 godzin bez dostępu powietrza z zewnątrz. Do marca 2015 roku schron był obiektem tajnym, po czym został skomunalizowany. Od 20 maja 2016 przez kilka lat funkcjonowało w nim Muzeum Ściśle Tajne.